# Brnica, Žalec
Brnica este o localitate din comuna Žalec, Slovenia, cu o populație de 48 de locuitori.